# Sinularia asterolobata
Sinularia asterolobata is een zachte koraalsoort uit de familie Alcyoniidae. De koraalsoort komt uit het geslacht Sinularia. Sinularia asterolobata werd in 1977 voor het eerst wetenschappelijk beschreven door Verseveldt. 